# 西経4度線
西経4度線（せいけい4どせん）は、本初子午線面から西へ4度の角度を成す経線である。北極点から北極海、大西洋、ヨーロッパ、地中海、アフリカ、南極海、南極大陸を通過して南極点までを結ぶ。
西経4度線は、東経176度線と共に大円を形成する。

## 通過する地域一覧
西経4度線は、北極点から南極点まで南に向かって以下の場所を通っている。
| 地理座標                                           | 国土・領土・領海 | 備考 |
| -------------------------------------------------- | ---------------- | --- |
| 北緯90度0分 西経4度0分 / 北緯90.000度 西経4.000度  | 北極海           | |
| 北緯81度52分 西経4度0分 / 北緯81.867度 西経4.000度 | 大西洋           | |
| 北緯58度34分 西経4度0分 / 北緯58.567度 西経4.000度 | イギリス         | スコットランド |
| 北緯57度56分 西経4度0分 / 北緯57.933度 西経4.000度 | 北海             | ドーノック湾（英語版）                                                                                            |
| 北緯57度50分 西経4度0分 / 北緯57.833度 西経4.000度 | イギリス         | スコットランド |
| 北緯57度42分 西経4度0分 / 北緯57.700度 西経4.000度 | 北海             | マレー湾 |
| 北緯57度36分 西経4度0分 / 北緯57.600度 西経4.000度 | イギリス         | スコットランド — グラスゴーのすぐ東にあるマザーウェル（北緯55度48分 西経4度0分 / 北緯55.800度 西経4.000度）を通過 |
| 北緯54度46分 西経4度0分 / 北緯54.767度 西経4.000度 | アイリッシュ海   | |
| 北緯53度15分 西経4度0分 / 北緯53.250度 西経4.000度 | イギリス         | ウェールズ — スウォンジ（北緯51度38分 西経3度57分 / 北緯51.633度 西経3.950度）のすぐ西を通過                      |
| 北緯51度54分 西経4度0分 / 北緯51.900度 西経4.000度 | ブリストル海峡   | |
| 北緯51度13分 西経4度0分 / 北緯51.217度 西経4.000度 | イギリス         | イングランド — プリマス（北緯50度22分 西経4度9分 / 北緯50.367度 西経4.150度）のすぐ東を通過                       |
| 北緯50度18分 西経4度0分 / 北緯50.300度 西経4.000度 | 大西洋           | イギリス海峡 |
| 北緯48度43分 西経4度0分 / 北緯48.717度 西経4.000度 | フランス         | ブルターニュ地域圏                                                                                                |
| 北緯47度51分 西経4度0分 / 北緯47.850度 西経4.000度 | 大西洋           | ビスケー湾 |
| 北緯43度27分 西経4度0分 / 北緯43.450度 西経4.000度 | スペイン         | カンタブリア州 カスティーリャ・イ・レオン州 マドリード州 カスティーリャ＝ラ・マンチャ州 アンダルシア州            |
| 北緯46度45分 西経4度0分 / 北緯46.750度 西経4.000度 | 地中海           | アルボラン海 |
| 北緯35度14分 西経4度0分 / 北緯35.233度 西経4.000度 | モロッコ         | |
| 北緯30度51分 西経4度0分 / 北緯30.850度 西経4.000度 | アルジェリア     | |
| 北緯24度28分 西経4度0分 / 北緯24.467度 西経4.000度 | マリ             | |
| 北緯13度26分 西経4度0分 / 北緯13.433度 西経4.000度 | ブルキナファソ   | |
| 北緯9度50分 西経4度0分 / 北緯9.833度 西経4.000度   | コートジボワール | アビジャン（北緯5度19分 西経4度2分 / 北緯5.317度 西経4.033度）のすぐ東を通過                                      |
| 北緯5度14分 西経4度0分 / 北緯5.233度 西経4.000度   | 大西洋           | |
| 南緯60度0分 西経4度0分 / 南緯60.000度 西経4.000度  | 南極海           | |
| 南緯70度19分 西経4度0分 / 南緯70.317度 西経4.000度 | 南極大陸         | ドローニング・モード・ランド（ ノルウェーが領有権を主張）                                                         |